# 菲舍爾巴赫河
50°30′40″N 6°58′35″E / 50.511202°N 6.9763382°E

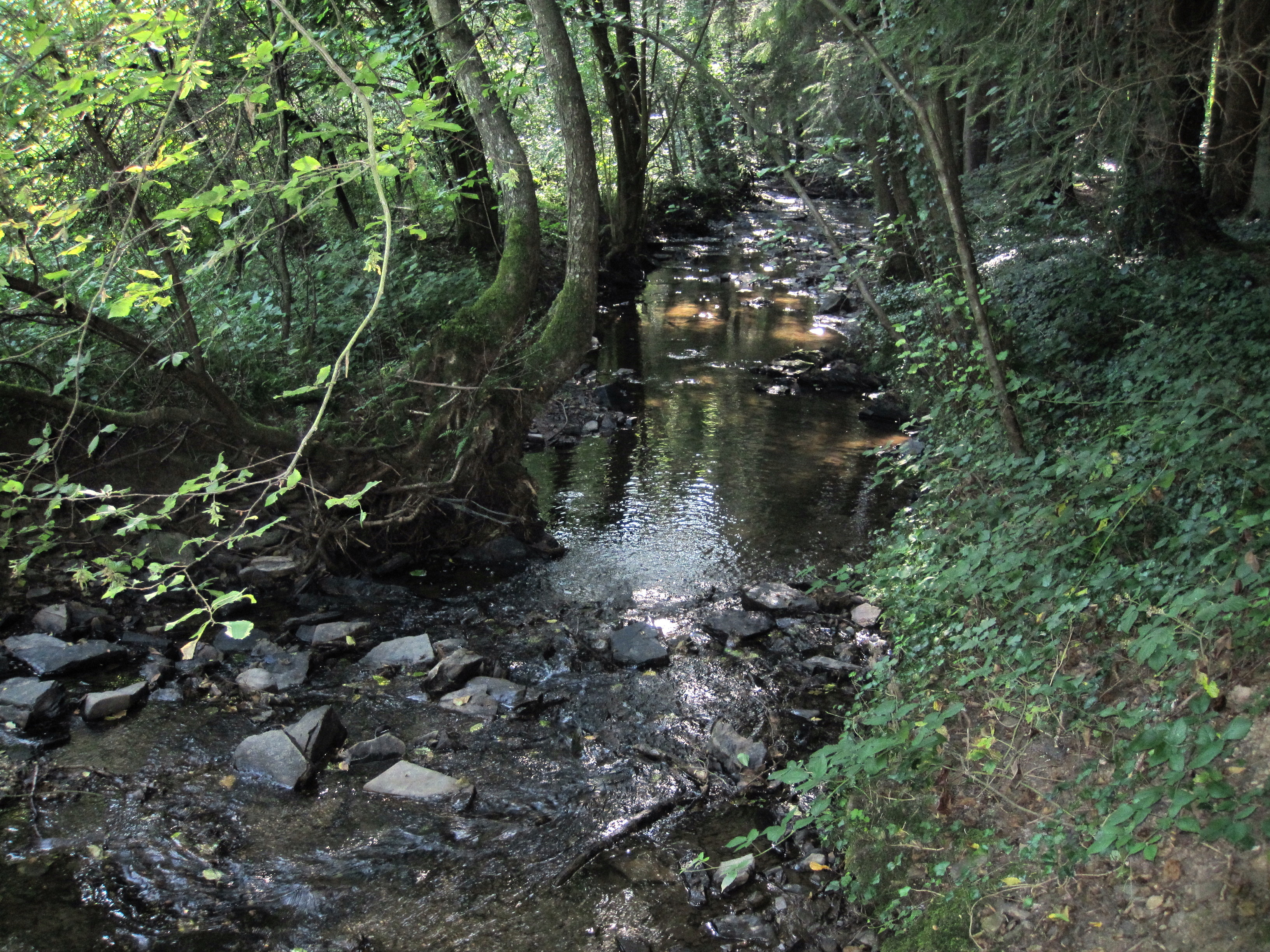

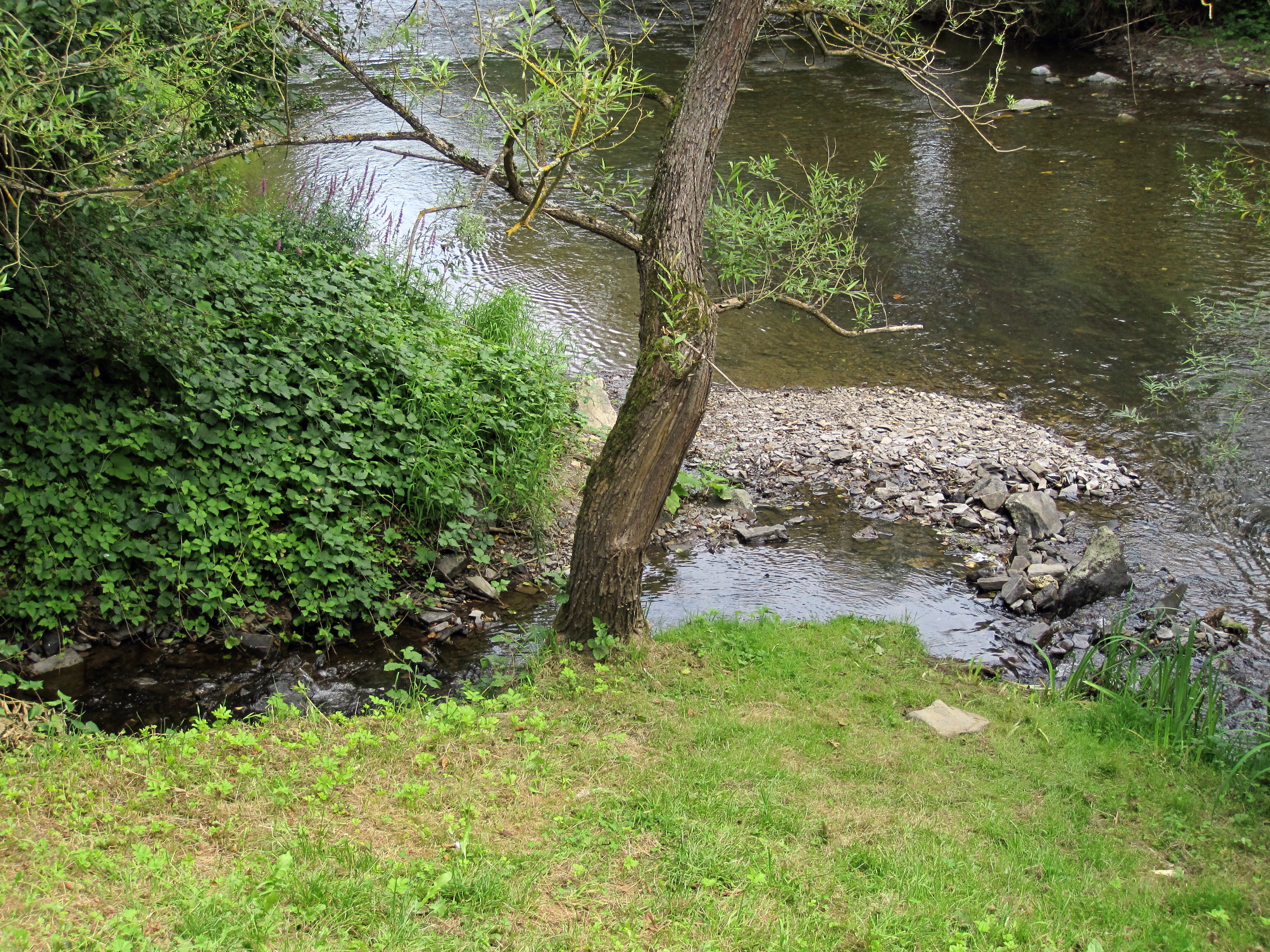

菲舍爾巴赫河（德語：Vischelbach），是德國的河流，位於該國西部，處於北萊茵-威斯特法倫州，屬於阿爾河的左支流，河道全長10.5公里，流域面積18.7平方公里。